# Football League Two
Football League Two (cunoscută pe scurt ca League Two; denumită oficial Sky Bet League 2 din motive de sponsorizare) este a treia divizie din Football League și a patra divizie ca importanță din sistemul englez de fotbal.

## Echipele sezonului 2017-18
| Club                | Oraș             | Stadion                      | Capacitate |
| ------------------- | ---------------- | ---------------------------- | ---------- |
| Accrington Stanley  | Accrington       | Crown Ground                 | 5,057      |
| Barnet              | London (Edgware) | The Hive Stadium             | 6,418      |
| Cambridge United    | Cambridge        | Abbey Stadium                | 8,127      |
| Carlisle United     | Carlisle         | Brunton Park                 | 17,949     |
| Cheltenham Town     | Cheltenham       | Whaddon Road                 | 7,066      |
| Chesterfield        | Chesterfield     | Proact Stadium               | 10,400     |
| Colchester United   | Colchester       | Colchester Community Stadium | 10,105     |
| Coventry City       | Coventry         | Ricoh Arena                  | 32,609     |
| Crawley Town        | Crawley          | Broadfield Stadium           | 5,996      |
| Crewe Alexandra     | Crewe            | Gresty Road                  | 10,180     |
| Exeter City         | Exeter           | St James Park                | 8,830      |
| Forest Green Rovers | Nailsworth       | The New Lawn                 | 5,147      |
| Grimsby Town        | Cleethorpes      | Blundell Park                | 9,052      |
| Lincoln City        | Lincoln          | Sincil Bank                  | 10,120     |
| Luton Town          | Luton            | Kenilworth Road              | 10,356     |
| Mansfield Town      | Mansfield        | Field Mill                   | 10,000     |
| Morecambe           | Morecambe        | Globe Arena                  | 6,476      |
| Newport County      | Newport          | Rodney Parade                | 7,850      |
| Notts County        | Nottingham       | Meadow Lane                  | 19,588     |
| Port Vale           | Burslem          | Vale Park                    | 19,052     |
| Stevenage           | Stevenage        | Broadhall Way                | 6,722      |
| Swindon Town        | Swindon          | County Ground                | 15,728     |
| Wycombe Wanderers   | High Wycombe     | Adams Park                   | 9,617      |
| Yeovil Town         | Yeovil           | Huish Park                   | 9,566      |

1. ↑  „Football Ground Guide”. Football Ground Guide. Accesat în 30 noiembrie 2016.